# Джо Девіс
Джо Девіс, ОВЕ (англ. Joe Davis; 15 квітня 1901 — 10 липня 1978) — англійський колишній гравець у англійський більярд і снукер, 15-разовий чемпіон світу (1927-1940 і 1946 роки).

## Кар'єра
Джо Девіс вважається "дідом" снукеру. Народившись у місті Вітвел, графства Дербішир, у 1901 році, він спочатку був гравцем у англійський більярд і виграв безліч національних та міжнародних титулів у цьому виді спорту.  Джо Девіс проводив чемпіонат світу з англійського більярду з 1928 по 1933 рік і чемпіонат Великої Британії після цього.
Звернувши свою увагу на снукер у 1920-х роках, він допоміг організувати перший Чемпіонат світу в 1927 році і за свої кошти придбав відомий усім нині трофей, який отримує переможець цього турніру. У фіналі першого Чемпіонату світу він обіграв Тома Деніса з рахунком 20-10, отримавши за перемогу суму в шість фунтів і 10 шилінгів. Девіс продовжував вигравати титул чемпіона світу зі снукеру щороку до 1940 р., а потім знову в 1946 р. Після цього він перестав брати участь у змаганнях, тому в підсумку так і залишився непереможним чемпіоном.
За свою кар'єру Джо Девіс зробив 689 сенчурі-брейків і вперше в історії зробив офіційно визнаний максимальний брейк (147 очок). Після завершення змагальної кар'єри Джо Девіс продовжував грати виставкові матчі та демонструвати телевізійній аудиторії тонко відточені навички та чудові техніки володіння києм. 

## Особисте життя
У 1963 році Джо Девіс був нагороджений орденом Британської імперії.
Джо Девіс одружився з Флоренс Енід Стівенсон у 1921 році, і у них народилося двоє дітей. Шлюб було розірвано в 1931 році. У 1945 році він одружився з Хуанітою Ідою Триггз, співачкою, що виступала під сценічним ім'ям Джун Мало.
Помер Джо Девіс у липні 1978 року в віці 77 років, через два місяці після тріумфу Девіса-молодшого на Чемпіонаті світу (на тому турнірі 65-річний Фред Девіс зміг дійти до півфіналу, де у впертій боротьбі поступився Перрі Менсу).